# Rio Buffalo (KwaZulu-Natal)
Rio Buffalo (KwaZulu-Natal) é um rio da África do Sul.